# Hylobates agilis
O gibão-ágil ou gibão-de-mãos-pretas (nome científico: Hylobates agilis) é uma das sete espécies de gibão. Vive no sudeste da Ásia, em Sumatra e Bornéu.

## Subespécies
Alguns especialistas, ao contrário da maior parte da comunidade científica, consideram a existência das seguintes subespécies:
- Gibão-ágil-da-montanha (Hylobates agilis agilis)
- Gibão-ágil-da-planície (Hylobates agilis unko)